# Saša Uhlová
Saša Uhlová ([úlová], * 9. března 1977) je česká novinářka.

## Život
Narodila se v roce 1977. Jejími rodiči jsou Petr Uhl a Anna Šabatová; společně s manželem Tomášem Tožičkou vychovávají čtyři děti.
Vystudovala romistiku na Filozofické fakultě Univerzity Karlovy. Po studiích se živila antropologickým terénním výzkumem v sociálně vyloučených lokalitách. Čtyři roky učila na Romské střední škole sociální v Kolíně. Od listopadu roku 2009 do prosince 2016 byla redaktorkou zpravodajského serveru Deník Referendum. Roku 2011 působila v Romea jako redaktorka měsíčníku Romano Vodi; v soutěži Novinářská cena 2015 získala Čestné uznání. Začátkem roku 2017 se stala redaktorkou serveru A2larm.
Získala Cenu Ferdinanda Peroutky za rok 2023.

## Tvorba
Ve své publicistické tvorbě se věnuje především reportážím s angažovanou tematikou (např. školství, exekuce nebo lichva). V roce 2017 se nechávala zaměstnávat pod změněnou identitou jako zaměstnankyně nebo brigádnice v různých nízkopříjmových zaměstnáních. Tento projekt podpořený Nadačním fondem nezávislé žurnalistiky mapoval pracovní podmínky nekvalifikovaných a nízkopříjmových skupin obyvatel v českých firmách. Sérii reportáží vzešlých z tohoto projektu začal 5. září vydávat internetový deník A2larm. Režisérka Apolena Rychlíková o těchto pracovních zkušenostech Uhlové natočila dokument Hranice práce. Léta 2018 jí u nakladatelství Cosmopolis vyšla kniha sebraných reportáží z cyklu Hrdinové kapitalistické práce. V září 2020 měla v divadle Komedie premiéru divadelní hra Hrdinové kapitalistické práce, kterou podle reportáží zpracoval režisér Michal Hába. V roce 2023 vydalo nakladatelství Alarm Hrdinové kapitalistické práce v Evropě, tematizující zážitky pokojské v Irsku, zemědělské dělnice v Německu či pečovatelky ve Francii.
Je také protagonistkou dokumentárních filmů Rozhořčené a Když děti nosí stát.

## Publikace
- Předcházet nedorozumění v interkulturní komunikaci. ADRA 2010
- Hrdinové kapitalistické práce. Praha: Cosmopolis, 2018. ISBN 978-80-271-0714-8
- Stát v rozkladu. Brno : Host, 2021. ISBN 978-80-275-0825-9
- Hrdinové kapitalistické práce v Evropě. Praha : Alarm, 2023. ISBN 978-80-908712-5-0

## Překlady
- Artur London, Prameny Doznání, Doplněk, 1999
- Francouzská platforma NGDOs, Daňové ráje, EDUCON, 2007